# مريديث كالهون
مريديث كالهون (بالإنجليزية: Meredith Calhoun)‏ هو صحفي أمريكي، ولد في 1805 في كارولاينا الجنوبية في الولايات المتحدة، وتوفي في 14 مارس 1869 في باريس في فرنسا.